# Kamenný most (Sazená)
Silniční most (zvaný Jermákův) se sochami postavený v 18. století se nachází v obci Sazená v okrese Kladno na silnici III/24032. Byl zapsán v Ústředním seznamu kulturních památek České republiky.

## Historie
Kamenný most byl postaven pravděpodobně v 16. století na Lužické obchodní stezce nad Červeným (Bakovským) potokem a mlýnským náhonem. Některé prameny uvádí zřizovatele Floriána Gryspeka z Gryspachu, majitele zámku v Nelahozevsi a vodního mlýna v blízkosti mostu. Most byl přestavěn kolem roku 1757 a osazen šesti barokními sochami. Po roce 1840 byl rozšířen. V roce 2018 prošel generální rekonstrukcí v hodnotě 17 milionů korun.

## Popis
Kamenný čtyřobloukový silniční most z řádkového pískovcového zdiva jedním obloukem překračuje potok a druhým mlýnský náhon, další dva jsou inundační.  Pilíře mostu jsou zpevněny opěráky. Zábradlí je zděné s hranolovými podstavci s profilovanou římsou pro umístění stávajících i v budoucnu doplněných soch. Most má valené klenby o rozměrech 6,32 + 6,68 + 6,63 + 6,65 m.

## Sochy
Na mostě se původně nacházelo šest barokních pískovcových soch jejichž autorem byl Ignác František Platzner. Sochy svatý Antonín Paduánský, svatý Josef s Ježíškem, svatá Kateřina a svatý Kliment byly postupně zničeny na začátku 20. století. Dochovaly se sochy Ukřižování Ježíše Krista (Kalvárie) a svatý Jan Nepomucký, jejíchž kopie jsou na mostě a originály v městském muzeu ve Velvarech.
Svatý Jan Nepomucký stojí v kontrapostu levé nohy s prostovlasou hlavou skloněnou na pravou stranu. Je oděn do bohatě zřaseného roucha. V rukou drží kříž. 
Sousoší Kalvárie znázorňuje Krista na kříži jehož nohy objímá klečící Bolestná Panna Marie s hlavou zakloněnou dozadu a upřeným pohledem ke Kristovi. Z druhé strany je postava andílka, pod ním leží lebka.